# المولایا، هیدالگو
المولایا، هیدالگو (به اسپانیایی: Almoloya, Hidalgo) یک منطقهٔ مسکونی در مکزیک است که در ایالت ایدالگو واقع شده‌است.

## خصوصیات
المولایا ۲۸۲٫۷ کیلومترمربع مساحت و ۱۰٬۶۳۸ نفر جمعیت دارد.